# Oswald von Rittberg
Oswald Graf von Rittberg (* 26. Oktober 1832 in Stangenberg, Kreis Stuhm; † 28. Februar 1908 in Balfanz, Kreis Neustettin) war Rittergutsbesitzer, Landrat des Kreises Ueckermünde und Mitglied des Deutschen Reichstags.

## Leben
Oswald war der jüngste Sohn des Landrats Heinrich von Rittberg und der Offizierstochter Wilhelmine von Fritze (* 1791; † 1868). Rittberg bekam Unterricht durch Hauslehrer und besuchte bis 1850 das Gymnasium in Danzig. Anschließend trat er in das 1. Jäger-Bataillon ein und diente dort bis zum Frühjahr 1863. Im August 1863 wurde er als Landrat nach Ueckermünde berufen, wo er im Jahr 1888 zum Ehrenbürger ernannt wurde. Weiter war er von 1886 bis 1907 Mitglied des Provinziallandtags der Provinz Pommern. Von 1878 bis 1881 und von 1884 bis 1890 war er Mitglied des Deutschen Reichstags für den Wahlkreis Regierungsbezirk Stettin 2 (Ueckermünde, Usedom, Wollin) und die Deutschkonservative Partei.
Graf Rittberg heiratete 1858 auf Schloss Vogelsang die Tochter der dortigen Gutsbesitzerfamilie Eduard Friedrich von Enckevort und Luise Balcke, Hedwig von Enckevort, die zunächst 1908 Spangenberg übernahm. Das Ehepaar hatte die Söhne Georg Graf von Rittberg und Friedrich-Wilhelm Graf von Rittberg. Georg und Familie erhielten Gut Spangenberg und Friedrich-Wilhelm erbte Schloss Balfanz, das er noch selbst weit vor 1894 erworben hatte, und den dazugehörigen Besitz. Graf Rittbergs Enkel Karl-Heinrich von Rittberg-Balfanz wurde 1945 vom NS-Regime hingerichtet.
Bereits 1878 trat Oswald von Rittberg als Ehrenritter dem Johanniterorden bei, Mitglied bei der Pommerschen Genossenschaft der Kongregation, und erhielt am 24. Juni 1896 die Investitur zum Rechtsritter. In gleicher Mission in Sonnenburg u. a. anwesend: Heinrich Graf von Haugwitz, Ernst von Köller, Heinrich XXIV. Reuß zu Köstritz, Hermann von Wedel, Ferdinand Graf von Zeppelin.
Heinrich von Rittberg jun. war sein Bruder.